# 斯雷普尼爾冰川

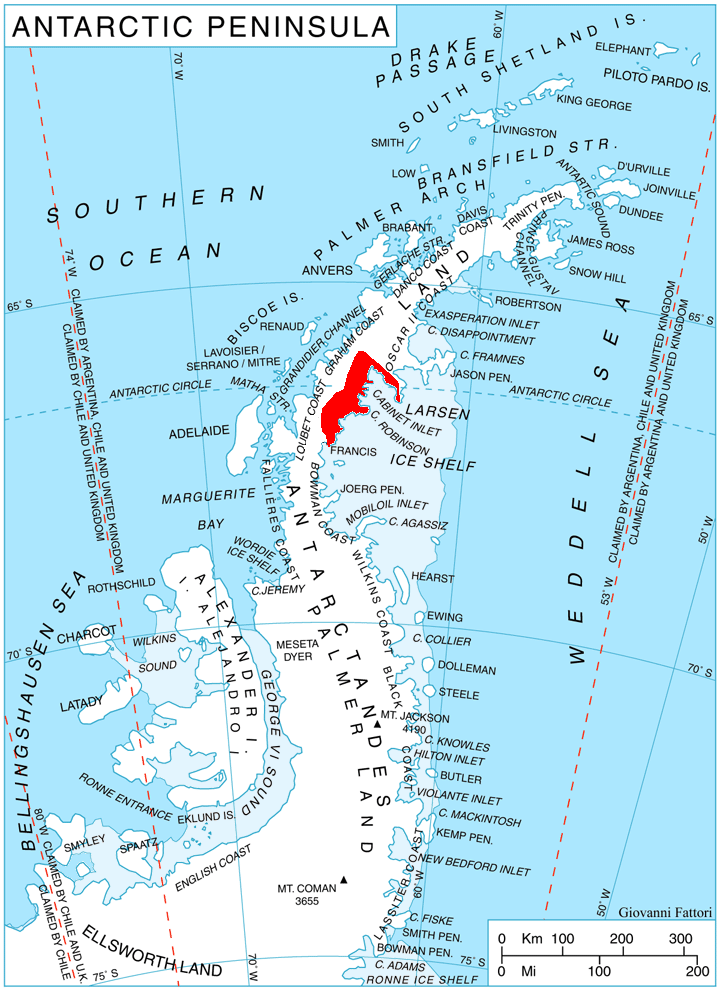

66°29′S 63°59′W / 66.483°S 63.983°W
斯雷普尼爾冰川（英語：Sleipnir Glacier）是南極洲的冰川，位於葛拉漢地東岸的弗因海岸，全長18公里，處於巴德爾角和斯珀角之間，在1947年由英國探險隊繪入地圖。